# NGC 1226
NGC 1226 é uma galáxia elíptica (E) localizada na direcção da constelação de Perseus. Possui uma declinação de +35° 23' 11" e uma ascensão recta de 3 horas, 11 minutos e 05,4 segundos.
A galáxia NGC 1226 foi descoberta em 6 de Dezembro de 1879 por Édouard Jean-Marie Stephan.